# Shenyang Rhinos
Gli Shenyang Rhinos sono una squadra di football americano di Shenyang, in Cina; fondati nel 2016 a Dalian come Dalian Dragon Kings, nel 2017 si sono trasferiti a Shenyang diventando Shanyang Black Rhinos (successivamente Shenyang Rhinos).

## Dettaglio stagioni

### Tornei nazionali

#### Campionato

##### CAFL
| Stagione | regular season | regular season | regular season | regular season | regular season | regular season | playoff | playoff | playoff | playoff | playoff | playoff     | playoff         |
|          | Vin            | Par            | Per            | Tot            | PF             | PS             | Vin     | Per     | Tot     | PF      | PS      | risultato   | avversaria      |
| -------- | -------------- | -------------- | -------------- | -------------- | -------------- | -------------- | ------- | ------- | ------- | ------- | ------- | ----------- | --------------- |
| 2016     | 0              | 0              | 5              | 5              | 98             | 263            | 0       | 1       | 1       | 30      | 46      | Sesto posto | Shenzhen Naja   |
| 2019     | 1              | 0              | 2              | 3              | 12             | 22             | 1       | 0       | 1       | 18      | 6       | Terzo posto | Shanghai Legend |
| Totale   | 1              | 0              | 7              | 8              | 110            | 285            | 1       | 1       | 2       | 48      | 52      |             |                 |

Fonti: Enciclopedia del Football - A cura di Roberto Mezzetti